# Vila Xavier
Vila Xavier é um distrito do município brasileiro de Araraquara, no interior do estado de São Paulo.
É delimitado à oeste pela linha férrea EF-364 da antiga Estrada de Ferro Araraquara, seguindo até o Recanto dos Nobres, limitado à norte pelo Córrego da Trela ou do Anil, seguindo em sentido horário os limites municipais com Santa Lúcia, Américo Brasiliense, São Carlos e Ibaté.

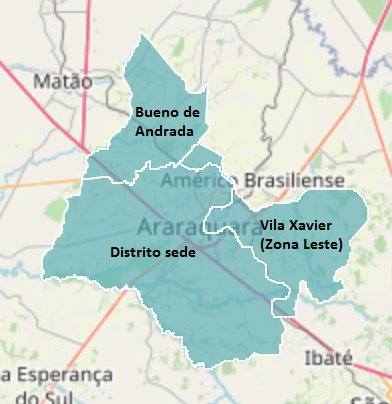
Distritos de Araraquara de acordo com o IBGE.

## História

### Formação administrativa
- Pedido para criação do distrito através de processo que deu entrada na Assembléia Legislativa do Estado de São Paulo no ano de 1953, mas como não atendia os requisitos necessários exigidos por lei para tal finalidade o processo foi arquivado[5].
- Pela Lei n° 8.092 de 28/02/1964 o 2º Subdistrito (Vila Xavier) é criado com território desmembrado do distrito da sede do município de Araraquara[6][7].
- Distrito criado pela Lei n° 2.343 de 14/05/1980, com sede no bairro de igual nome e com o território desmembrado do distrito de Araraquara[8][9].

## Geografia

### Localização
Hoje a Vila Xavier está incorporada a área urbana de Araraquara, delimitada à oeste pela linha da antiga Estrada de Ferro Araraquara (atual Rumo Logística), e é popularmente referenciada como um bairro de Araraquara.

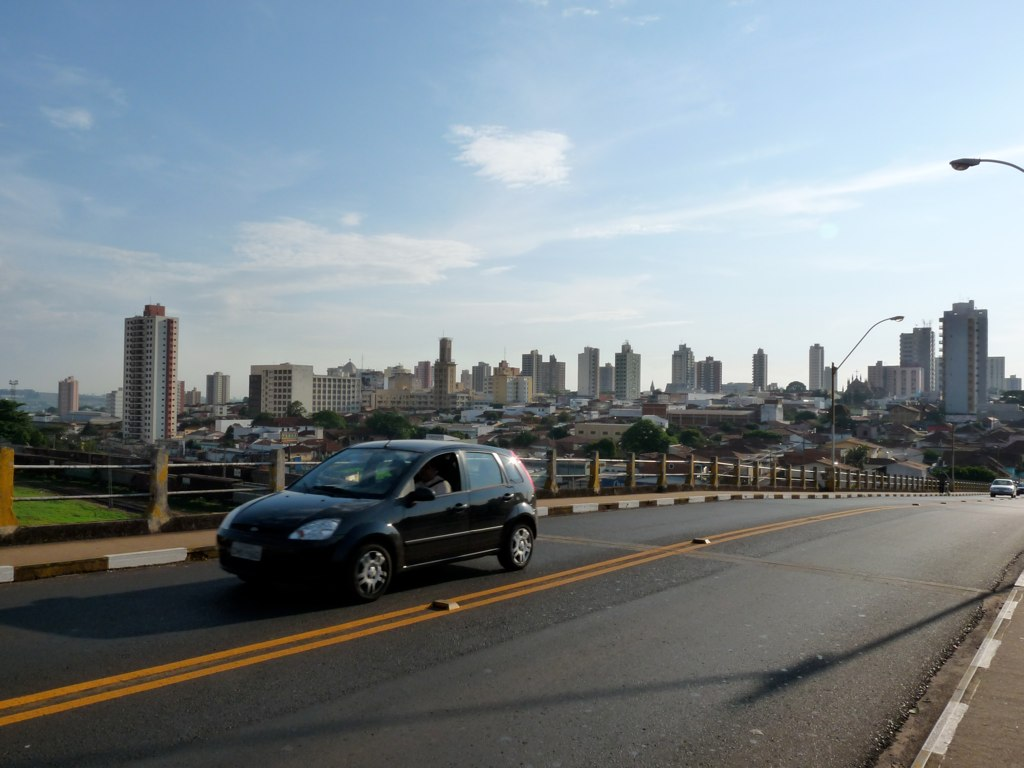
Centro de Araraquara visto do viaduto que liga Araraquara a Vila Xavier.

### Demografia

#### População urbana
| Crescimento população urbana | Crescimento população urbana | Crescimento população urbana | Crescimento população urbana |
| Censo                        | Pop.                         |                              | %±                           |
| ---------------------------- | ---------------------------- | ---------------------------- | ---------------------------- |
| 1980                         | 38 662                       |                              | —                            |
| 1991                         | 50 922                       |                              | 31,7%                        |
| 2000                         | 53 505                       |                              | 5,1%                         |
| 2010                         | 59 057                       |                              | 10,4%                        |
| 2022                         | 61 010                       |                              | 3,3%                         |
| Fonte: IBGE e Fundação SEADE |                              |                              |                              |

#### População total
Pelo Censo 2010 (IBGE) a população total do distrito era de 59 721 habitantes, sendo 29 140 homens e 30 581 mulheres, possuindo um total de 21 886 domicílios particulares.

### Área territorial
A área territorial do distrito é de 239,167 km².

## Serviços públicos

### Administração
A região é atendida pela Subprefeitura da Vila Xavier, localizada na Avenida Francisco Vaz Filho nº 2049.

### Registro civil
Atualmente é feito no próprio distrito, pois o Cartório de Registro Civil das Pessoas Naturais ainda continua ativo. Os primeiros registros dos eventos vitais realizados neste cartório são:
- Nascimento: 11/05/1970
- Casamento: 13/06/1970
- Óbito: 03/06/1970

### Educação
Além de algumas creches e escolas municipais e estaduais, a região conta com uma FATEC, na Rua Precide São Martim nº 126.

### Saúde

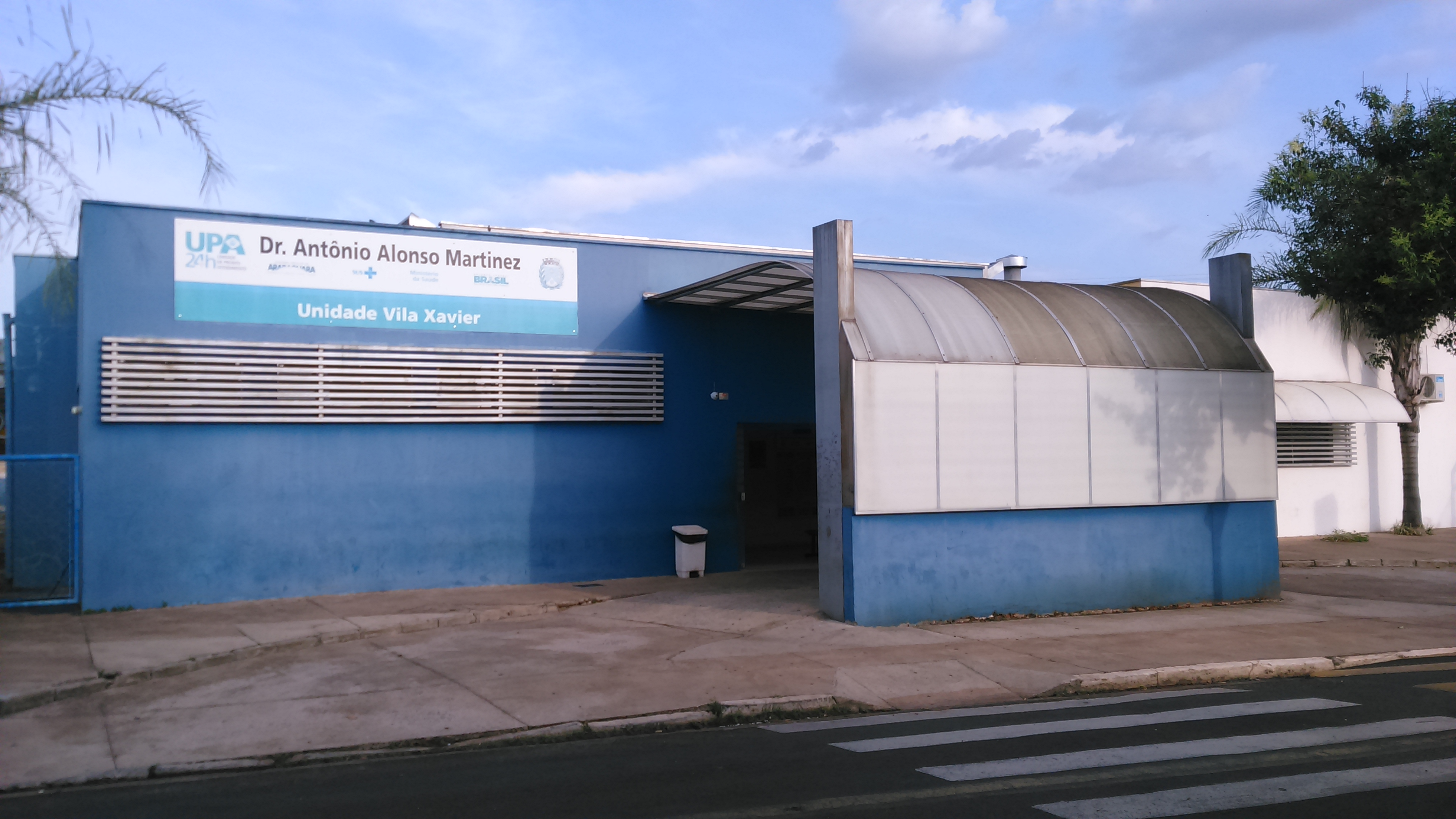
UPA da Vila Xavier.

Há uma Unidade de Pronto Atendimento, a UPA da Vila Xavier, localizada na Rua José do Patrocínio nº 660, hoje responsável pelo atendimento ao COVID-19, além de outras Unidades Básicas de Saúde espalhadas pela Vila Xavier.

### Saneamento
O serviço de abastecimento de água é feito pelo Departamento Autônomo de Água e Esgotos (DAAE).

### Energia
A responsável pelo abastecimento de energia elétrica é a CPFL Paulista, distribuidora do grupo CPFL Energia.

### Telecomunicações
O distrito era atendido pela Telecomunicações de São Paulo (TELESP), que inaugurou a central telefônica utilizada até os dias atuais. Em 1998 esta empresa foi vendida para a Telefônica, que em 2012 adotou a marca Vivo para suas operações.

## Atividades econômicas

### Comércio
A Vila Xavier tem importantes corredores comerciais, como Alameda Paulista, Avenida Francisco Vaz Filho, Avenida Padre Antônio Cezarino e Avenida Estrada de Ferro, que contam com supermercados, galerias, lojas, bares, restaurantes e outros estabelecimentos comerciais variados.

## Religião
O Cristianismo se faz presente no distrito da seguinte forma:

### Igreja Católica
- A igreja faz parte da Diocese de São Carlos[24].

### Igrejas Evangélicas
- Congregação Cristã no Brasil[25].